# Liste der 999 Frauen des Heritage Floor/Emily Dickinson
Diese Liste beschreibt das Gedeck für Emily Dickinson auf dem Tisch der Kunstinstallation The Dinner Party von Judy Chicago. Sie ist Teil der Liste der 999 Frauen des Heritage Floor, die den jeweiligen Gedecken auf dem Tisch zugeordnet sind. Die Namen der 999 Frauen befinden sich auf den Kacheln des Heritage Floor, der unterhalb des Tisches angeordnet, zur Kunstinstallation gehört.

## Beschreibung
Die Installation besteht aus einem dreiseitigen Tisch, an dem jeweils 13 historische oder mythologische Persönlichkeiten, somit insgesamt 39 Personen, von der Urgeschichte bis zur Frauenrechtsbewegung Platz finden. Diesen Personen wurde am Tisch jeweils ein Gedeck bestehend aus einem individuell gestalteten Tischläufer, einem individuell gestalteten Teller sowie einem Kelch, Messer, Gabel, Löffel und einer Serviette zugeordnet. Die erste Seite des Tisches widmet sich der Urgeschichte bis zur Römischen Kaiserzeit, die zweite der Christianisierung bis zur Reformation und die dritte von der Amerikanischen Revolution bis zur Frauenbewegung. Jedem Gedeck auf dem Tisch sind weitere Persönlichkeiten zugeordnet, die auf den Fliesen des Heritage Floor, der den Raum unter dem Tisch und die Mitte des Raumes zwischen den Seite des Tisches einnimmt, einen Eintrag erhalten haben. Diese Liste erfasst die Persönlichkeiten, die dem Gedeck von Emily Dickinson zugeordnet sind. Ihr Platz befindet sich an der dritten Tischseite.

### Hinweise
Zusätzlich zu den Namen wie sie in der deutschen Transkription oder im wissenschaftlichen Sprachgebrauch benutzt werden, wird in der Liste die Schreibweise aufgeführt, die von Judy Chicago auf den Kacheln gewählt wurde.
Die Angaben zu den Frauen, die noch keinen Artikel in der deutschsprachigen Wikipedia haben, sind durch die unter Bemerkungen angeführten Einzelnachweise referenziert. Sollten einzelne Angaben in der Tabelle nicht über die Hauptartikel referenziert sein, so sind an der entsprechenden Stelle zusätzliche Einzelnachweise angegeben. Bei Abweichungen zwischen belegten Angaben in Wikipedia-Artikeln und den Beschreibungen des Kunstwerks auf der Seite des Brooklyn Museums wird darauf zusätzlich unter Bemerkungen hingewiesen.

### Gedeck für Emily Dickinson

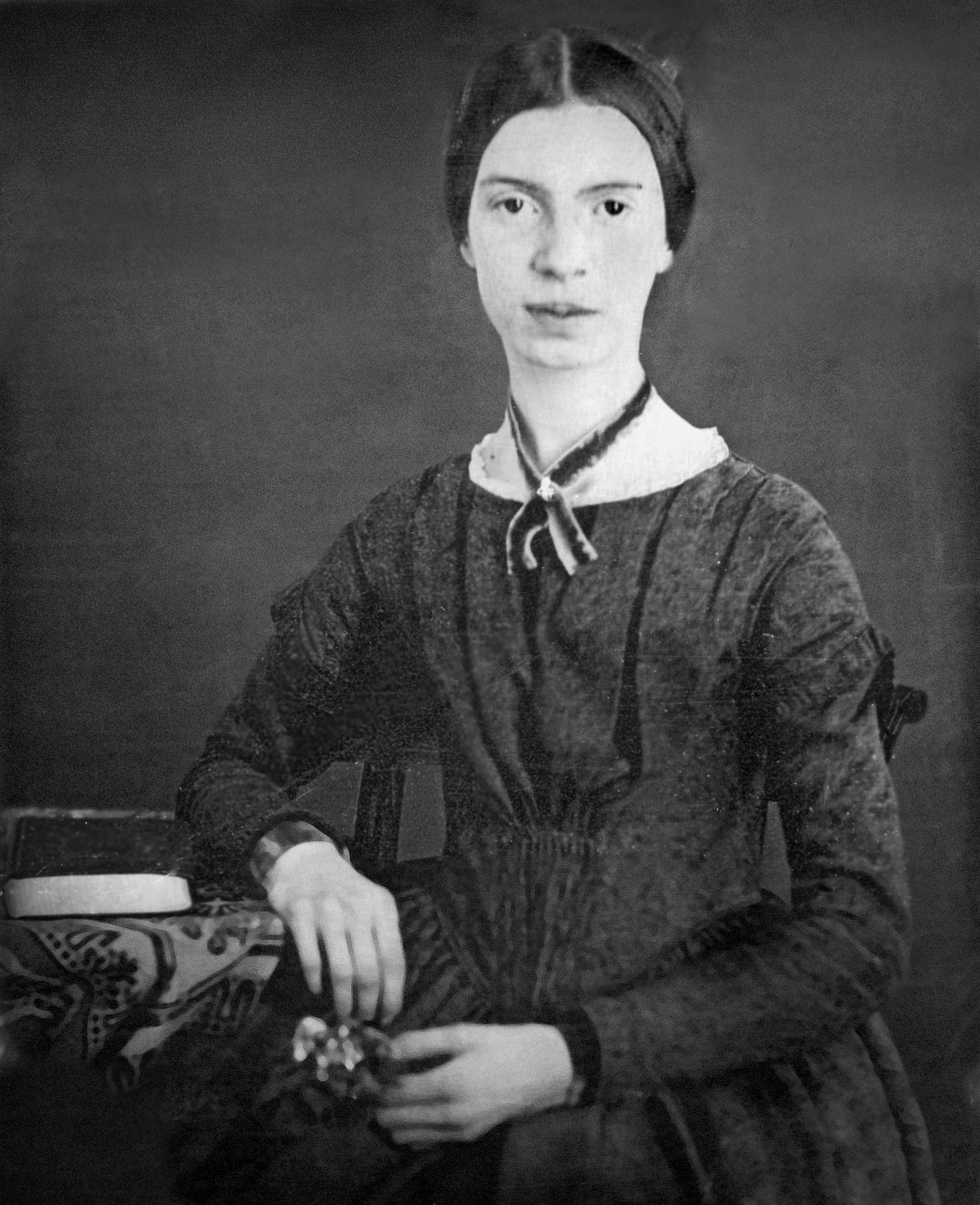
Emily Dickinson

Emily Dickinson wurde am 10. Dezember 1830 in Amherst, Massachusetts, als eines von drei Kindern von Edward Dickinson und seiner Frau Emily Norcross geboren. Ihr Vater war Rechtsanwalt, Politiker und Schatzmeister des Amherst Colleges, welches ihr Großvater gegründet hatte. Dickinson entstammte einer alteingesessenen calvinistischen Familie und blieb ihr gesamtes Leben in Amherst. Nach dem Besuch der Amherst Academy, wo sie Unterricht in klassischer Literatur, Latein, Geschichte, Religion, Mathematik und Biologie erhielt, besuchte sie das Mount Holyoke Female Seminary. Sie machte durch ihre Intelligenz auf sich aufmerksam, jedoch brach sie die Schule nach einem Jahr ab, da sie unter Depressionen litt und auch physisch anfällig war. Sie zog sich zunehmend zurück und galt als menschenscheu. Persönliche Kontakte pflegte sie nur mit wenigen Menschen, dazu gehörten ihre Schwester Lavinia und ihr Bruder Austin sowie dessen Frau Susan, eine Jugendfreundin von Emily, auch der Geistliche Charles Wadsworth aus Philadelphia. Zu einer Reihe von Bekannten und Verwandten pflegte sie nur Briefkontakte.
Ihre ersten Gedichte stammten aus dem Jahr 1850. Ab etwa 1858 wurden sie in Heften geordnet und zusammengefasst. Die Phase ihres größten Schaffens hatte sie zwischen 1860 und 1870. Doch wurde diese auch von zunehmender Vereinsamung und Krankheit geprägt. Zu ihren Lebzeiten wurden nur sieben Gedichte veröffentlicht, bekannt sind 1775 Gedichte, die oft in Briefen an Freunde und Verwandte gefunden und von diesen veröffentlicht wurden. Emily Dickinson starb am 15. Mai 1886. Ihre letzten Worte waren: „I must go in, for the fog is rising.“
Das Gedeck für Emily Dickinson auf dem Tisch der Dinner Tafel soll den Kontrast zwischen ihrer zurückgezogenen Lebensweise und ihrem dynamischen Geist darstellen, aber auch die strenge viktorianische Zeit, in der sie lebte. Chicago ließ sich vor allem von folgendem Gedicht inspirieren:

“I HIDE myself within my flower,

That wearing on your breast,

You, unsuspecting, wear me too—

And angels know the rest.”

Der Teller des Gedecks wurde verziert mit einem Kragen, wie sie Mitte des neunzehnten Jahrhunderts getragen wurden. Er hat ein zartes Zentrum, welches von mehreren Schichten Spitze gefangen ist. Erläuterte Chicago. Das Zentrum des Tellers erscheint stark und stabil und wird doch durch die umgebenden Spitzenschichten erstickt. Diese gekräuselten Schichten wurden unter Verwendung eines Verfahrens hergestellt, das als „Lace Draping“ bezeichnet wird. Dabei wird Spitze mit Schlicker getränkt und gebrannt. Diese Technik wurde bei der Produktion von Porzellanpuppen verwendet und soll die Einschränkungen verdeutlichen, denen Dickinson zu ihrer Zeit unterworfen war. Der Tischläufer wurde mit Spitzen verziert, die mit Tee und Kaffee befleckt wurden, damit sie älter aussehen. Für die viktorianische Zeit typische Nähtechnik, wie das Arbeiten mit Bändern und Blumenstickereien aus Seide, verzieren den Tischläufer. Die Rückseite ist mit Spitzenvolant verziert und der Initial-Buchstabe „E“ auf der Vorderseite wird durch Blumenstickerei geziert.
| Name                          | Schreibweise auf der Kachel  | Geburtsdatum | kulturräumliche Zuordnung | Bemerkungen | Bild |
| ----------------------------- | ---------------------------- | ------------ | ------------------------- | --- | ---- |
| Albertine Necker de Saussure  | Albertine Necker de Saussure | 1766         | Schweiz                   | Schriftstellerin, Pädagogin und eine frühe Verfechterin der Bildung für Frauen. |      |
| Anna Louisa Karsch            | Anna Karsch                  | 1722         | Königreich Preußen        | Dichterin. Sie war die Mutter der Dichterin Caroline Louise von Klencke und die Großmutter von Helmina von Chézy. |      |
| Anne Clough                   | Anne Clough                  | 1820         | Vereinigtes Königreich    | Pionierin der Frauenbildung. 1841 eröffnete sie ihre erste Schule im Haus der Familie. Später wurde sie Direktorin des Newnham College in Cambridge, das 1875 eröffnet wurde und eine der ersten Hochschulen für Frauen war.                                          |      |
| Bertha von Suttner            | Bertha von Suttner           | 1843         | Kaisertum Österreich      | Pazifistin, Schriftstellerin, Friedensforscherin, die 1905 als erste Frau mit dem Friedensnobelpreis ausgezeichnet wurde. |      |
| Betje Wolff                   | Elizabeth Bekker             | 1738         | Niederlande               | Schriftstellerin. |      |
| Bettina von Arnim             | Bettina von Arnim            | 1785         | Königreich Preußen        | Schriftstellerin und bedeutende Vertreterin der deutschen Romantik, Verlegerin, Förderin junger Talente, soziale Aktivistin. |      |
| Charlotte Brontë              | Charlotte Brontë             | 1816         | Vereinigtes Königreich    | Autorin des Romans Jane Eyre, der Brontës eigenen Kampf um Integrität und Selbstgenügsamkeit widerspiegelt. |      |
| Christina Rossetti            | Christina Rossetti           | 1830         | Vereinigtes Königreich    | Dichterin im viktorianischen Zeitalter. |      |
| Elizabeth Barrett Browning    | Elizabeth Barrett Browning   | 1806         | Vereinigtes Königreich    | Eine der prominentesten englischen Dichterinnen der viktorianischen Ära. Ihre Poesie war zu Lebzeiten sowohl in Großbritannien als auch in den Vereinigten Staaten sehr beliebt.                                                                                      |      |
| Elżbieta Drużbacka            | Elizabeth Druzbacka          | 1695/1698    | Polen-Litauen             | Dichterin, sie beschrieb in ihrer Poesie die polnische Natur und Landschaft. |      |
| Emily Brontë                  | Emily Brontë                 | 1818         | Vereinigtes Königreich    | Schriftstellerin, die durch ihren einzigen Roman Wuthering Heights (deutsch: Sturmhöhe) bekannt wurde. Emily Brontë veröffentlichte ausschließlich unter dem Pseudonym Ellis Bell.                                                                                    |      |
| Emma Willard                  | Emma Willard                 | 1787         | Vereinigte Staaten        | Pädagogin und Pionierin auf dem Gebiet der höheren Bildung für Frauen und der Koedukation in den USA. |      |
| Fanny Burney                  | Fanny Burney                 | 1752         | Vereinigtes Königreich    | Schriftstellerin, Tagebuchautorin und Dramatikerin. |      |
| Frances Brooke                | Frances Brooke               | 1724         | England                   | Schriftstellerin, Essayistin, Dramatikerin und Übersetzerin. |      |
| George Eliot                  | George Eliot                 | 1819         | Vereinigtes Königreich    | Schriftstellerin, Übersetzerin und Journalistin, die zu den erfolgreichsten Autorinnen des viktorianischen Zeitalters zählt. |      |
| George Sand                   | George Sand                  | 1804         | Frankreich                | Schriftstellerin, die neben Romanen auch zahlreiche gesellschaftskritische Beiträge veröffentlichte. |      |
| Harriet Martineau             | Harriet Martineau            | 1802         | Vereinigtes Königreich    | Schriftstellerin, die die reformbewussten politischen und naturwissenschaftlichen Ideen ihrer Zeit in zahlreichen Zeitungsartikeln und Büchern darlegte. Sie gilt als frühe Vorkämpferin für Frauenrechte und wird oft als erste feministische Soziologin bezeichnet. |      |
| Hedvig Charlotta Nordenflycht | Hedwig Nordenflycht          | 1718         | Schweden                  | Schriftstellerin in der Zeit der Aufklärung. |      |
| Jane Austen                   | Jane Austen                  | 1775         | England                   | Schriftstellerin aus der Zeit des Regency, deren Hauptwerke Stolz und Vorurteil und Emma zu den Klassikern der englischen Literatur gehören. |      |
| Joanna Baillie                | Joanna Baillie               | 1762         | Schottland                | Dichterin der Romantik. |      |
| Margaret Fuller               | Margaret Fuller              | 1810         | Vereinigte Staaten        | Schriftstellerin und Journalistin aus dem engsten Kreis der Transzendentalisten, eine der führenden Intellektuellen Neuenglands. Ihr Hauptwerk Frauen im 19. Jahrhundert begründete ihren Ruf als frühe Feministin.                                                   |      |
| Maria Edgeworth               | Maria Edgeworth              | 1767         | England, Irland           | Schriftstellerin, Tochter von Richard Lovell Edgeworth. |      |
| Mary Lyon                     | Mary Lyon                    | 1797         | Vereinigte Staaten        | Pädagogin und Frauenrechtlerin, Gründerin und erste Präsidentin der Frauenuniversität Mount Holyoke College. |      |
| Nedelja Petkowa               | Baba Petkova                 | 1826         | Bulgarien                 | Pionierin der Frauenbildung, Gründerin der ersten Mädchenschulen in Bulgarien unter osmanischer Herrschaft. |      |
| Pálné Veres                   | Hermine Veres                | 1815         | Österreich-Ungarn         | Erzieherin und Feministin, gründete die erste weiterführende Schule für Mädchen in Ungarn. |      |
| Susanna Rowson                | Susanna Rowson               | 1762         | Vereinigte Staaten        | Schriftstellerin und Schauspielerin. |      |

Einzelnachweise
1. ↑  Brooklyn Museum: Emily Dickinson. In: brooklynmuseum.org. Abgerufen am 1. November 2019.